# Flamik
A Flamik (eredeti cím: Extinct) 2021-ben megjelent számítógépes animációs sci-fi filmvígjáték, melyet David Silverman rendezett. A szereplők hangjait Rachel Bloom, Adam DeVine, Zazie Beetz, Ken Jeong, Catherine O’Hara, Benedict Wong, Reggie Watts és Jim Jefferies kölcsönzi.
2021. február 11-én jelent meg Oroszországban, majd augusztus 20-án az Egyesült Királyságban a Sky Cinema moziban. 2021. augusztus 20-án mutatták be világszerte, a Netflixen pedig november 19-én.

## Cselekmény
1835-ben, egy távoli szigeten élnek a Flamik – szőrös lények, amelyek testük formájával és a közepükön lévő lyukkal fánkhoz hasonlítanak. A Flami testvérek, Op és Ed néhány szerencsétlenkedés révén tönkreteszik a nagy virágfesztivált, és a sziget legszebb virágait keresve egy varázslatos virágba botlanak, amely a jövő Sanghajába viszi őket. Ott találkoznak Clarance kutyával, aki elviszi őket egy múzeumba, ahol a Flamikat kihalt fajként állítják ki.
Mesél nekik egy vulkánkitörésről, amely kiirtotta az összes Flamit, és segíteni akar nekik, hogy megakadályozzák mindezt. Clarance elmondja a testvéreknek, hogy mestere, Dr. Chung tudós, az Idővirágok felfedezője eltűnt az időutazása során. Elviszi őket az úgynevezett időterminálhoz, ahonnan az idővirág magok segítségével különböző helyekre, különböző időpontokban lehet utazni. Op és Ed elhatározzák, hogy megmentik népüket a vulkánkitöréstől és így a kihalástól. Az időterminálban találkoznak a négy "kihalt" állattal, Dottival (Dodó), Burnie-vel (erszényesfarkas), Almával (Meridiungulata) és Hoss-szal (Triceratops). Ők valójában már kihalt állatok, akiket Dr. Chung azért hozott oda, hogy egy időtlen térben legyenek, ahol már nem halhatnak ki többé. Op, Ed és Clarance visszautaznak 1835-be, hogy figyelmeztessék  a Flamikat a vulkánra. Ők nem hisznek a történetnek, és nem akarják elhagyni a szigetet.
Clarance-ról eközben kiderül, ő a felelős a Flamik kihalásáért. Kiskutyaként adták be egy állatmenhelyre, mert Charles Darwin 1835-ben felfedezte a Flamikat, és háziállatként hazahozta őket, ezért az emberek már nem érdeklődtek a kutyák iránt. A menhelyen töltött hosszú idő után Clarance-t Dr. Chung fogadta örökbe, és megtapasztalta időutazásait. Amikor aztán Chung is akart egy Flamit háziállatnak, Clarance féltékeny lett, belelökte gazdáját egy időportálba, elpusztította a magot, visszautazott 1835-be, és egy bombával kiirtotta a Flamikat. Erre a történetre a Kihalók is rájöttek, akiknek aztán sikerül kiszabadítaniuk Dr. Chungot az időbörtönéből, és Clarence-t vele együtt megállítaniuk. Opot és Edet, akik megmentették fajukat a kihalástól, az összes Flami ünnepli, és a virágfesztivált nekik szentelik.

## Szereplők
| Szerep            | Eredeti hang     | Magyar hang     |
| ----------------- | ---------------- | --------------- |
| Edward „Ed” Flami | Adam DeVine      | Molnár Levente  |
| Oppy „Op” Flami   | Rachel Bloom     | Csuha Borbála   |
| Dottie            | Zazie Beetz      | Kis-Kovács Luca |
| Clarance          | Ken Jeong        | Hamvas Dániel   |
| Alma              | Catherine O’Hara | Kocsis Mariann  |

## Fordítás
- Ez a szócikk részben vagy egészben  az   Extinct (film) című angol Wikipédia-szócikk fordításán alapul.  Az eredeti cikk szerkesztőit annak laptörténete sorolja fel. Ez a jelzés csupán a megfogalmazás eredetét és a szerzői jogokat jelzi, nem szolgál a cikkben szereplő információk forrásmegjelöléseként.